# Niczyj syn
Niczyj syn (chorw. Ničiji sin) – chorwacko-słoweński dramat filmowy z 2008 roku w reżyserii Arsena Antona Ostojicia, będący adaptacją sztuki Mate Matišicia. Obraz został wyselekcjonowany jako chorwacki kandydat do nagrody Amerykańskiej Akademii Filmowej dla najlepszego filmu nieanglojęzycznego.
Premiera filmu odbyła się 16 października 2008 na Warszawskim Festiwalu Filmowym, gdzie był nominowany do nagrody Grand Prix. Zdjęcia kręcono w mieście Sisak.

## Opis fabuły
Bohaterem filmu jest 36-letni rockman Ivan, który stracił obie nogi w czasie wojny i stał się alkoholikiem. Jego ojciec Izidor, w przeszłości więzień polityczny czasów Tity, startuje jako niezależny kandydat w wyborach parlamentarnych. Do miasta wraca serbski uchodźca Simo, w przeszłości komunistyczny urzędnik, który zdecydował o uwięzieniu Izidora. Simo szantażuje Izidora ujawnieniem kilku tajemnic z przeszłości, które mogą przekreślić jego karierę polityczną. Domaga się pieniędzy i spotkania tete-a-tete z Aną, matką Ivana. Izidor decyduje się pozbyć szantażysty.

## Obsada
- Alen Liverić jako Ivan
- Mustafa Nadarević jako Izidor
- Biserka Ipša jako Ana
- Zdenko Jelčić jako Simo
- Goran Grgić jako inspektor
- Daria Lorenci jako Marta
- Niksa Mrksić jako Josip
- Slaven Knezović jako Mika
- Inge Appelt jako siostra Sima
- Alen Salinović jako Branko
- Luka Peros
- Mirjana Sinozić

## Nagrody
- 2008: Festiwal Filmowy w Puli
  - Wielka Golden Arena dla najlepszego filmu
  - nagroda za rolę męską (Alen Liverić)
  - najlepsza muzyka (Mate Matišić)
  - najlepsze efekty wizualne (Drago Poldrugac, Marko Poldrugac)